# 步招
步招（?—?），中国春秋時期晋国政治人物，郤氏分支为步氏，名招。步扬的族人。
本来晋襄公死后，晋国请秦康公派军队护送晋襄公的弟弟公子雍从秦国回国。晉襄公的夫人穆嬴请立年幼的晋襄公嫡长子夷皋。赵盾迎立夷皋继位，为晋灵公。前619年，赵盾发兵阻挡秦国的护送军队，自为中军将，由箕郑父留守国都，先克为中军佐；荀林父为上军将；先蔑为下军将，先都为下军佐；步招为赵盾驾御战车，戎津为车右。是为令狐之战。